# Sui Generis (banda)
Sui Generis fue una banda argentina de country formada principalmente por Charly García (teclados, guitarra acústica, voz y composiciones) y Nito Mestre (flauta, guitarra acústica y voz), considerada como una de las más importantes en su estilo en Latinoamérica. Sus canciones (en particular las de sus dos primeros álbumes) se convirtieron virtualmente en himnos cantados por generaciones de argentinos, formando hoy parte del paisaje cultural nacional de ese país. Si bien a lo largo de su carrera la banda contó con otros miembros, fue el dúo García-Mestre el que quedó asociado con el nombre, y al que debieron su enorme fama posterior.
La banda surgió en 1968 de la fusión de dos grupos de rock colegiales del barrio porteño de Caballito y adoptó la forma de sexteto, cuarteto y dúo, en diversos momentos. Otros miembros estables de Sui Generis fueron Carlos Piraña Piégari, Beto Rodríguez, Juan Bellia, Alejandro Correa, Rolando Fortich, Francisco “Paco” Prati, Juan Rodríguez y Rinaldo Rafanelli. 
En su primera etapa grabó tres álbumes de estudio (Vida, Confesiones de invierno y Pequeñas anécdotas sobre las instituciones); el tercero y el primero han sido incluidos en la lista de los los 100 mejores álbumes del rock argentino según Rolling Stone, en los puestos 31 y 66, respectivamente. Grabó también un álbum doble en vivo y una película sobre el histórico show de despedida llamado Adiós Sui Generis. En 2000 se reunió brevemente y editó un nuevo álbum, Sinfonías para adolescentes. Dos de sus temas, «Rasguña las piedras» (#3) y «Canción para mi muerte» (#11) han sido incluidas por la revista Rolling Stone y la cadena MTV entre las 100 canciones más destacadas del rock argentino.
El dúo decidió separarse a fines de 1975, con una serie de recitales en varias partes del país durante dos semanas, que se iniciaron en el célebre mega-concierto doble en el Luna Park y finalizó en la Patagonia. La gira incluyó Córdoba (estadio Atenas), Rosario (ante 5000 personas en el estadio América, del que queda un registro amateur) y finalizó el domingo 22 de septiembre en Caleta Olivia, en el Club Estrella Norte, con apenas 50 asistentes. En el viaje de regreso sufrieron un accidente automovilístico en el que perdieron todos sus instrumentos. Con posterioridad se reunieron para realizar conciertos puntuales en 1980, 2001 y un pequeño recital en la calle en la ciudad de Mar Del Plata en 2013.

## Historia
Sui Generis surgió como sexteto en 1968, como resultado de la fusión de dos grupos colegiales con base en el Instituto Social Militar Doctor Dámaso Centeno. La formación inicial fue Charly García, Nito Mestre, Carlos Piraña Piégari, Beto Rodríguez, Juan Bellia y Alejandro Correa. Sin embargo, tras sufrir varias deserciones en vísperas de una actuación importante en 1971, el grupo fue preservado por el dúo integrado por García/Mestre, aun cuando nunca dejó de tener otros integrantes más o menos comprometidos. La fama y popularidad alcanzada por Sui Generis durante la primera mitad de la década de 1970, lo consolidó como uno de los grupos más importantes en la historia del rock argentino, siendo el primero cuyas presentaciones convocaron a miles de espectadores, y las canciones de sus dos primeros álbumes especialmente se convirtieron en himnos para sucesivas generaciones de argentinos y clásicos infaltables de fogón.

### Sui Generis, el sexteto (1968-1971)
Sui Generis se formó en la segunda mitad de 1968, como resultado de la fusión de dos bandas colegiales, To Walk Spanish y The Century Indignation, que tenían su base en el Instituto Social Militar "Dr. Dámaso Centeno", ubicado en el barrio porteño de Caballito de la ciudad de Buenos Aires.
To Walk Spanish, estaba formada por Juan Bellia (guitarra), Alejandro "Pipi" Correa (bajo), Charly García (guitarra) y Alberto "Beto" Rodríguez (batería). La banda hacía canciones propias en inglés, con música de García y letra de Correa, y algunos pocos covers, entre ellos «Feel A Whole Lot Better» de Los Byrds, que años después Charly incluiría en el álbum Filosofía barata y zapatos de goma, con el título «Me siento mucho mejor» y una letra cambiada («Me siento mucho más fuerte sin tu amor»), aunque sin cambiar el sentido.
En The Century Indignation, revistaban Carlos "Piraña" Piégari y Nito Mestre. El nombre Sui Generis, fue elegido por García para denotar no solo la originalidad musical que ambicionaba, sino también una defensa de lo freak, de lo raro, de lo nerd y del camino propio, frente a los señalamientos peyorativos que él y sus compañeros recibían en aquellos años.
Nito Mestre se habría conocido con Charly (que este mismo iba al turno tarde del Instituto Social Militar "Dr. Dámaso Centeno"), al ir con Piégari al instituto a la tarde, para poder ver quien era ese tal Carlos Alberto García.

"Una vez, en tercer año, fuimos con Piegari al colegio a la tarde a ver una cosa, y nos encontramos a Charly tocando rock y blues en el piano de la sala de actos. Era raro encontrar un pibe que tocara esa onda en el piano.

Nos empezamos a contactar con Charly y su grupo, aunque en las fiestas eramos rivales. Me acuerdo que en las fiestas yo cantaba "La Promesa" de Los Gatos" (Banda de musicos como Nebbia y Pappo en la decada de los 60's)
Nito Mestre

La formación inicial fue un sexteto integrado por Charly (canto, teclados y guitarra), Nito (canto y flauta), Piegari (guitarra), Beto Rodríguez (batería) y Juan Bellia (guitarra), Alejandro Correa (bajo). Más tarde se fueron Correa, que fue reemplazado por Rolando Fortich y, en 1970 se fue Rodríguez, reemplazado por Francisco “Paco” Prati. También tocaron en la banda Carlos "Lito" Lareu en guitarra, Diego Monteverde, Hugo Alfredo Negri en bajo, Diego Fraschetti y Daniel Bernareggi, quien tocó el bajo en el disco de acetato grabado en 1970.
En aquel entonces, Charly García componía canciones pero aún no escribía sus letras, algo que aportaron Piegari, principalmente, pero también Correa. Charly ha dicho que él y Piegari eran «los Lennon y McCartney del colegio». En 1968 compusieron una ópera rock en castellano, titulada Teo, sobre un hijo de la Luna y un gato. Tenía 16 partes distintas, en ritmos de rock, blues y bossa nova. Algunos de los temas de aquella ópera fueron «Teo» («Teo fue hijo / de una luna fecundada / por un gato medio reo / un sábado 32»), «Marina» y «Juana» («Lava la ropa, Juana / lávala sin cesar / porque tu marido / no vuelve de trabajar…»). García ha dicho que algunas de esas melodías pasaron a «Eiti Leda», «Seminare» y algunos riffs de La máquina de hacer pájaros,

"No era tanta la influencia de autores de Café Concert. Sin duda, muy importantes por aquellos años. Teo le debe mucho al Adán Buenosayres de Marechal. Es una audacia creativa que se asoma al surrealismo porteño. También hay un poco de Cortázar, Girondo, los Tuñón por allí. Es, sin saberlo, un ejercicio de obra conceptual. No una serie desconectada de canciones, sino obras que se van hilando una tras otra a través de una idea"
Carlos Piegari

El nombre de esta opera "Theo" se debe al hermano de Van Gogh, la obra en su totalidad fue escrita en hojas de papel pentagramado escolares, que se guardaban en una carpeta azul, de las que se llevaban en el colegio, explicaba Carlos Piegari, luego, esta carpeta en su posesión se perdería en alguna mudanza, o sería dada a alguien en específico.

"Nosotros creábamos sin pensar en el tiempo y el lugar. Sólo respondíamos a las ganas. Pero ojo, la noción de obra conceptual ya estaba dando vueltas por el mundo. Por eso cuando Charly muta de rock star a artista conceptual, pensé que siempre lo había sido. Las letras, anunciaron (sin saberlo) mi estilo de escribir en el futuro."
Carlos Piegari

Desde un inicio Sui Generis comenzó a trabajar las voces. Charly, Nito y Piegari tomaban clases de canto con un profesor que vivía frente a la casa familiar de Piegari, en Flores. Charly ha dicho que su modelo, tanto para To Walk Spanish como para Sui Generis, era la banda estadounidense Vanilla Fudge, de la que tomaba la manera de utilizar el órgano, los temas musicales con múltiples partes, la psicodelia y el rock sinfónico en sus etapas iniciales.
De esa época existen cuatro grabaciones de Sui Generis, registradas en dos discos simples de acetato Minisurco, realizadas en 1969 y 1970. el primero de los discos contiene las canciones «De las brumas regresaré», compuesto por Charly García y Alejandro Correa, y «Escuchando al juglar en silencio», de Correa. El segundo disco contiene dos temas pertenecientes a la ópera Teo: «Marina» y «Grita», ambas registradas como pertenecientes a Charly García y Carlos Piegari.
Entre los temas compuestos en aquella época previa al dúo Sui Generis, se encuentran «Natalio Ruiz», incluido luego en el álbum Vida (1973); «Tu alma te mira hoy», incluido en Porsuigieco (1976) y «Monoblock», de los mismos autores, incluido en Sinfonías para adolescentes (2000). Las tres temas tienen coautoría de Charly y Carlos Piegari. También de esta época fue la canción «Gaby», compuesta por Carlos Piegari y Alejandro Correa, que Charly incluyó en el álbum Música del alma (1980). Finalmente, Nito Mestre dio a conocer públicamente en 2010, un audio inédito grabado en 1973 por el dúo Sui Generis, en el programa radial Melopea, conducido por Litto Nebbia, titulado «La bicicleta oxidada», obra de Piegari/García.
En diciembre de 1969, cuando la mayoría de los miembros del grupo concluían el secundario, el sexteto Sui Generis fue invitado a tocar en la fiesta de egresados ante cientos de personas, que se realizó en el Instituto Santa Rosa (Rosario 638). La adolescencia terminaba, el colegio dejaba de ser el ámbito que los reunía y los jóvenes comenzaban su vida de adultos siguiendo sus propios caminos.
1970 fue un año de cambios en la banda. Primero tocaron en el Club Italiano, en Caballito, que García recuerda como el debut de la banda, mientras que Nito Mestre considera que el debut fue la actuación en el Instituto Santa Rosa.
Por entonces Pierre Bayona, un productor musical y dealer en el mundo del rock, conocido como «el gordo Pierre» e inmortalizado con ese nombre en la canción «Pierre, el vitricida» de los Redonditos de Ricota, descubrió Sui Generis, cuando aún era sexteto. Bayona insistiría incansablemente en los círculos de producción musical sobre las condiciones extraordinarias que tenía el grupo, particularmente Charly García.
En el verano de 1971, la banda, entonces un cuarteto, fue contratada para actuar en el Teatro de la Comedia de Mar del Plata, dirigido por Gregorio Nachman, como telonera de Pedro y Pablo. Pero Rolando Fortich, el bajista, se había ido de vacaciones, y el resto de la banda consideró que en esas condiciones la batería sobrecargaría el sonido y sería mejor presentarse como dúo, razón por la cual Francisco Prati, no subió al escenario, aun cuando registró el recital como fotógrafo. Así Sui Generis se presentó por primera vez como un dúo integrado por Charly García y Nito Mestre. La actuación se produjo el 5 o 6 de febrero. «Nos llevamos una gran sorpresa porque a la gente le comenzó a gustar nuestra onda», dice Nito. Dos estatuas de Nito y Charly ubicadas en Rivadavia y Santa Fe, donde estaba el teatro, conmemoran aquel hecho, aunque el cuarteto nunca desapareció como tal.

Pensamos que era el final de un sueño, pero estábamos obligados a subir al escenario. Ya nos habíamos gastado la plata en cerveza y no podíamos devolver el cachet a quien nos contrató. Juntamos coraje y salimos, Charly con la guitarra criolla y yo con mi flautita. Yo estaba muerto de miedo, pero Charly me daba ánimo. No sé cómo, pero a la gente le encantó.
Nito Mestre

Mientras tanto la banda seguía recorriendo discográficas, sin ningún resultado. León Gieco los invitó a participar en un concierto en el Teatro de Luz y Fuerza. Se conocieron, la admiración fue mutua y a partir de allí Gieco y García se convirtieron en «amigos del alma». 
El grupo empieza a tocar también, asiduamente, en el Teatro ABC, ubicado en la calle Esmeralda, casi esquina Lavalle, en el centro de la ciudad de Buenos Aires, que en aquel momento era un reducto roquero. Tocaban los jueves, viernes, sábados y domingos trasnoche para hacerse conocer. Allí, Charly García conocería al año siguiente, a María Rosa Yorio, una grupie y cantante, que se convertiría en la pareja de Charly, corista de Sui Generis y en una de las primeras cantantes de rock de América Latina.
A fines de 1971, Charly fue enrolado por el Ejército para cumplir un año de servicio militar obligatorio, una institución por entonces era tradicional, pero que era rechazada por una parte considerable de la juventud, entre ellos quienes habían hecho del pelo largo un símbolo de rebeldía y cambio. Los jóvenes recurrían a los más variados artilugios para «salvarse de la colimba». Charly García no fue la excepción. Luego de ver frustrada su expectativa de salvarse por «número bajo» (en el sorteo preliminar), Charly recurrió a todas las artimañas posibles: recurrir a «acomodos» con funcionarios conocidos por sus padres (que al menos lograron que fuera enviado al regimiento de Campo de Mayo, en el conurbano de Buenos Aires); simular desmayos y enfermedades, físicas y mentales; desobedecer las órdenes; hacerle la vida imposible a los militares; etc. Como resultado de esas simulaciones, fue enviado al Hospital Militar, donde para hacer creíble su «personaje», tomó un frasco de anfetaminas que su madre le había llevado al hospital. La sobredosis le produjo un estado extremo de excitación, que lo hizo pensar que iba a morir. En esas condiciones, escribió de un tirón la canción que se convertiría en su primer éxito masivo apenas unos meses después: «Canción para mi muerte». Un incidente adicional sucedió de manera más o menos simultánea: Charly debía llevar una camilla con un cadáver a la morgue, pero en lugar de ello lo llevó al Casino de Oficiales generando un escándalo. Los militares entonces lo mandaron a su casa y pocos días después lo dieron de baja por padecer «neurosis histérica, personalidad esquizoide». Charly contó en detalle aquella experiencia en «Botas locas», tema que fue excluido del álbum Pequeñas anécdotas sobre las instituciones, por la empresa discográfica, al ser editado y que recién fue publicado como bonus track, con la reedición de 1996:

Yo formé parte de un ejército loco
Tenía 20 años y el pelo muy corto
Pero mi amigo hubo una confusión
Porque para ellos el loco era yo.
«Botas locas»

Era el verano de 1972: el sexteto había ido decantando y estaba a punto de convertirse en un dúo integrado por Charly y Nito. De todos modos varios de los integrantes originales de Sui Generis seguirían manteniendo algún tipo de contacto musical con Sui Generis o Charly García:
- Alejandro "Pipi" Correa participó como bajista en los álbumes Confesiones de invierno y Pequeñas anécdotas sobre las instituciones. Integró Sui Generis en algunas actuaciones en 1973 y 1974.[37] Su tema «Gaby» fue incluido en el álbum Música del alma (1980) de García. Continuó su carrera como músico y compositor profesional.[38]
- Juan Bellia integró en la banda Casandra Lange de Charly García en los años 1994 y 1995 y participa en el álbum Estaba en llamas cuando me acosté (1995). Participa como arreglador y coproductor en la presentación y disco Hello! MTV Unplugged. Participa como músico en los álbumes Say no More (1996), Alta fidelidad Mercedes Sosa-Charly García (1998). Continuó su carrera como músico y compositor profesional.[39]
- Carlos Piegari escribió la letra de varias canciones interpretadas luego por algunas de las bandas de Charly García, como «Natalio Ruiz», (Vida, 1973); «Tu alma te mira hoy» (Porsuigieco, 1976), «Monoblock» (Sinfonías para adolescentes, 2000). También compuso la canción «Gaby», con música de Alejandro Correa, incluida en el álbum Música del alma (1980). Continuó su carrera como músico y escritor profesional.
- Francisco “Paco” Prati se mantuvo como baterista de Sui Generis, incluso cuando Charly y Nito fueron contratados para grabar el primer álbum. Participó en los álbumes de Sui Generis, Vida y Confesiones de invierno y en las actuaciones hasta fines de 1973. Luego integró la banda Nito Mestre y Los Desconocidos de Siempre. Se recibió de arquitecto y se dedicó a su profesión, sin abandonar la música, dedicándose al jazz.

A fines de 1971, el joven movimiento de rock argentino pasaba por un momento de recambio generacional, ya que acababan de separarse Almendra, Los Gatos y Manal (sus tres grupos fundacionales) y sus exmiembros intentaban crear nuevas formaciones: Spinetta estaba fundando Pescado Rabioso; Pappo empezaba a ensayar con Pappo's Blues y Billy Bond.

### "Canción para mi muerte" yVida(1972-73)
Durante varios años ningún sello discográfico se interesó por el grupo, hasta que en 1972 Pierre Bayona logró que Billy Bond, líder de La Pesada del Rock and Roll y productor artístico, les diera una audición para el recién creado sello Talent, dedicado al rock dependiente de la discográfica nacional Microfón, dirigido por Jorge Álvarez, uno de los fundadores del sello independiente Mandioca, quien había producido el álbum debut de Manal en 1970.
Cuenta Billy Bond cómo se concretó la contratación: 

Los habían rechazado en catorce grabadoras. Un chico que era el manager de ellos, Pierra Bayona,... me llamaba y me decía "Billy, tengo unos pibes que matan". Un día me hinché las pelotas y le dije "Negro traémelos, no me hinchés más las bolas"... Hicieron una prueba y cantaron "Canción para mi muerte"... Corté un acetato, en la época no había cintas, y lo escuchó Jorge Álvarez en la oficina de Microfón, de la Talent. Le digo "Mirá, escuchá a estos pibes que matan". Cuando terminó de escuchar el disco, el acetato, me mira y me dice "Billy, esto no es rock and roll, dejate de joder". Y digo, "Jorge, exactamente por eso, porque esto no es rock and roll. Esto es otra cosa. Van a matar." "Me parece un tango" [agregó Álvarez]. "Precisamente por por eso, es otra cosa, me parece que estos tipos encontraron una fórmula fantástica". Jorge Álvarez los contrata, sale el disco Vida, que fue grabado en dos días, que vendió 400.000 discos en una época que el único que vendía era Palito Ortega o Sandro. Los famositos del rock vendíamos 400 discos, éramos under, nadie vendía. Cuando este pibe (Charly García) sale y vende tanto, cambia el mercado.
Billy Bond

Fueron finalmente contratados y se fijaron las fechas de grabación para un álbum, con Billy Bond como productor artístico del álbum. Charly y Nito intentaron preservar el cuarteto con Correa y Prati, pero tanto su representante Pierre Bayona, como Jorge Álvarez y Billy Bond, presionaron para que Sui Generis se limitara al dúo que había audicionado. Pese a ello, Charly y Nito, insistieron en contar con los cuatro miembros en la grabación de Vida. Finalmente, aceptaron prescindir de Correa (reemplazado por el exManal Alejandro Medina), pero lograron que los productores aceptaran la participación de "Paco" Prati, en la batería.
Aún luego de firmar el contrato, Álvarez no estaba convencido del valor de grabar el disco y fue Billy Bond quien influyó decisivamente, haciendo la grabación en forma cuasi secreta. Para ponerle un matiz eléctrico y de contundencia de rock a las canciones acústicas que tenían García y Mestre como repertorio, Álvarez y Billy Bond convocaron a integrantes de Billy Bond y La Pesada del Rock and Roll. De esa forma, los aportes artísticos de figuras históricas del rock argentino como el guitarrista Claudio Gabis y el bajista Alejandro Medina (exmiembros de Manal), y el violinista Jorge Pinchevsky, pueden apreciarse en los arreglos de los temas de Vida. El contacto con músicos de esta talla fue un acontecimiento para los debutantes, pero los más experimentados también se sorprendieron con el talento de García. A pesar de considerar que su música era "suave y dulce" en comparación con la crudeza que tenía en esos días el estilo de La Pesada, García les impresionó mucho.
Finalmente, en febrero de 1973, se lanzó el primer álbum de Sui Generis, Vida. Entre las principales canciones se encuentran «Canción para mi muerte», «Dime quién me lo robó» (sobre su crisis religiosa), «Necesito», «Quizás porqué», «Natalio Ruiz» (letra de Carlos Piegari), «Mariel y el capitán», «Estación» y «Cuando comenzamos a nacer». Toda una serie de canciones que quedarían en el cancionero popular durante décadas, en especial «Canción para mi muerte», que fue elegida por la revista Rolling Stone (edición argentina) y la cadena MTV, como la canción #11 entre las 100 canciones más destacadas del rock argentino. 
El título del álbum fue Vida, como uno de los temas, pero ese tema luego cambió de nombre y se llamó «Cuando comenzamos a nacer».

Un álbum eminentemente acústico donde todas las canciones reflejan lo que sentía en esos momentos. Incluso muchas de ellas ya tenían bastante tiempo. Era todo el material que teníamos guardado, y sacamos lo mejor para grabarlo. El primer disco de un grupo siempre es bueno, porque lo hacés en estado más puro, más fresco. Además, porque el primer trabajo debe ser bueno. Si no es así, no lo podés grabar. La grabación de Vida está bastante mal hecha, gracias a Dios... Es un disco que quedó bastante desafinadito. Tenía buenas canciones, aunque hechas con ingenuidad y poca experiencia. Pero para esa época... estaba bien.
Charly García.

El biógrafo de Charly García, Sergio Marchi, relata de este modo el impacto que tuvo el lanzamiento del álbum:

Sui Generis tuvo un éxito fulminante. Vida, su primer disco, tenía canciones simples, accesibles y con letras que hablaban el lenguaje de la adolescencia. Charly acertó sin proponérselo: Sui Generis les enseñó a cantar a esos adolescentes, a partir de las propias dudas hechas canciones. Además, éstas podían ser tocadas con una guitarra criolla, por lo que el repertorio de Vida comenzó a animar fogones de campamento, aumentando la felicidad de muchos jóvenes que lograban su primer éxito con la viola a partir de una canción de Sui Generis. Pero, a la distancia, lo que tal vez haya constituido la gran fortaleza del dúo era su facilidad para denunciar la hipocresía, la doble moral y el doble discurso de la sociedad argentina, en un lenguaje que cualquier adolescente podía entender. Fue como una clarificación de los códigos herméticos que hasta ese entonces manejó el rock, pero sin caer en la protesta desembozada o en una cosa panfletaria.
Sergio Marchi

A lo largo del mes de diciembre de 1972, la revista Pelo realizó la tercera edición del festival B.A. Rock, en el estadio del Club Argentinos Juniors, en el que participaron casi todas las bandas y solistas más importantes del rock nacional de ese momento, que además iba a ser filmado por el director Aníbal Uset. Jorge Álvarez y la gente de Microfón consiguieron que Sui Generis fuera incluido a último momento en las actuaciones y en la película (que se estrenaría al año siguiente), aun cuando no estaban contemplados en el programa original. Sui Generis actuó en la última de las tres jornadas, el 16 de diciembre (la del 9 de diciembre se postergó por lluvia), e interpretó un solo tema, «Canción para mi muerte», ejecutada por Charly García, Nito Mestre, Paco Prati y Alejandro Correa. Por un defecto de filmación, las escenas en las que aparece Sui Generis debieron grabarse dos veces, razón por la cual algunos de los músicos aparecen con ropa distinta.
El 8 de febrero de 1973 se lanzó la película Rock hasta que se ponga el sol. Sui Generis aparece en el minuto 37 del film, luego de la banda Orión's Beethoven. Las imágenes se concentran en Nito Mestre, ubicado solo en el centro del escenario, con Charly García atrás a su izquierda en el piano, de espaldas al público. Poco visibles se encuentran el baterista Paco Prati y el bajista Alejandro Correa.
Simultáneamente con el estreno de la película, en febrero de 1973, Microfón lanzó un disco simple (Microfón 3850), con la versión en vivo de «Canción para mi muerte» grabada en el festival, acompañada en el otro lado por «Amigo vuelve a casa pronto».
El álbum tuvo mucho éxito especialmente entre las adolescentes mujeres, y Sui Generis fue uno de los primeros grupos de rock argentino cuyas canciones se tocaron en los fogones de los campamentos juveniles y en las reuniones de estudiantes. La banda transmitía un mensaje poético y sutil, con historias fácilmente comparables con cualquier vivencia cotidiana de los adolescentes, siendo así la primera banda de rock argentino de aceptación masiva. La voz de Nito Mestre otorgaba brillo y cierto toque melancólico necesario para crear atmósferas muy expresivas. Con Francisco Prati en batería, y Alejandro Correa en bajo, Sui Generis comenzó a presentarse en vivo.
Entre noviembre de 1972 y abril de 1973, estalló la masividad de Sui Generis. Fito Páez, que tenía 9 años en ese momento reflexiona así:

Charly inventa una nueva manera de contar el mundo pop, renovándolo, refrescándolo y dándole gravedad y gracia. Antes estuvieron Manal, Los Gatos, Almendra, pero es Charly el que instala la idea pop en la gente. Esto es innegable. Lo ha hecho con una gracia muy divina y con 
una originalidad única.
Fito Páez

A la vez, algunos roqueros históricos, salieron a criticar por «blandos» a esos dos adolescentes de aspecto desgarbado. Pappo dijo que Sui Géneris «ablandó la milanesa». Spinetta también declaró que Sui Generis no le gustaba, porque le parecía una temática infantil (la asimiló a las canciones de María Elena Walsh).
Argentina transitaba en ese momento los instantes previos a una breve reconquista de la democracia sin proscripciones, con las elecciones de marzo de 1973, en un contexto de casi tres décadas de dictaduras. Esa generación ha sido conocida como «la generación setentista», caracterizada por un fuerte idealismo juvenil, con banderas como «la liberación», el Che Guevara, la militancia política y la revolución sexual. El pelo largo para los varones era una bandera generacional. Charly no tenía en ese momento ningún compromiso político definido, más allá de una fuerte rebeldía contra la hipocresía de los «adultos», los prejuicios sociales o las rigideces del sistema educativo, pero no pasaba lo mismo con María Rosa Yorio, o con Jorge Álvarez, que tenían una postura definidamente de izquierda, que incluía la simpatía por las corrientes del peronismo revolucionario.
En abril de 1973 Sui Generis sorprendió a propios y extraños con una multitudinaria convocatoria de adolescentes al realizar su primer recital solos en el teatro Astral, uno de los más importantes de Buenos Aires, ubicado en la avenida Corrientes. Un artículo de ese momento, de la revista Pelo, destaca la presencia de «muchachas que no son las habituales dentro de los recitales, habían concurrido en racimos de cuatro o cinco», convocadas por canciones en las «que se entremezclan el amor de verdad, la ternura como auténtico gesto de entrega». El éxito abrumador de «Canción para mi muerte» generó en ese momento una especie de malentendido temático y musical, que tendía a encasillar al dúo fuera del rock, dentro del género pop romántico. Nito Mestre reconocía esta situación en un reportaje de 1973:

Muchas chicas que nos vienen a hacer reportajes para revistas de colegios se asombran de que nosotros tengamos ideas políticas y otras cosas; muchas creen que nosotros somos personajes románticos, sufridos lectores de poesías o empedernidos intelectuales. El público en general cuando escucha nuestro show se asombra de no encontrar lo que esperaba pero no se decepciona.
Nito Mestre

Musicalmente, desde 1967, se había ido desarrollado principalmente en Buenos Aires, una original corriente de «rock nacional», así llamada entonces, con letras en castellano, que tenía como exponente máximos hasta ese momento a Los Gatos liderada por Lito Nebbia, Manal (Medina-Gabis-Martínez) y Almendra, liderada por Luis Alberto Spinetta, sin desconocer la importancia de otras bandas decisivas, como Vox Dei y su histórica ópera La Biblia, Arco Iris, liderada por Gustavo Santaolalla y la línea «blusera» que encabezaba Pappo. Sui Generis comenzaba el camino de instalarse al mismo nivel, y Charly García a encumbrarse como máximo exponente del movimiento, junto a Spinetta.

### Confesiones de invierno(1973)

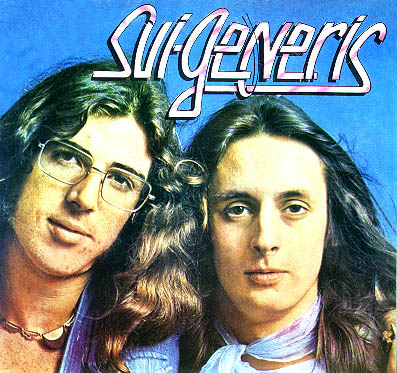
Charly García y Nito Mestre.

En octubre de 1973, Sui Generis lanzó su segundo álbum: Confesiones de invierno. La intención del álbum era dejar en claro ante su público que Sui Generis era una banda de rock y corregir todo malentendido sobre el perfil de la banda. «Nosotros no queremos defraudar al público», sintetizó Charly cuando explicaban en ese momento de qué se trataba el álbum.
Se trata de un disco mucho más cuidado que el primero, que debió ser grabado «a escondidas», cuando el sello no creía que Sui Generis pudiera tener éxito. «Fue un disco mucho más pulido», dice Mestre. En ese año ambos músicos habían crecido, ganaron en experiencia y adoptaron una conducta más profesional. El disco está grabado en ocho canales, en los estudios de RCA. Contrataron a Eduardo Zvetelman para que hiciera arreglos de orquesta y a Juan José Mossalini para que tocara el bandoneón en «Cuando ya me empiece a quedar solo». Entre los músicos invitados estaban de David Lebón y Juan Rodríguez. Billy Bond participó como mánager de grabación. El álbum exhibió una renovada manera de afrontar la composición y la elaboración de los arreglos instrumentales. El álbum tiende a un estilo mucho más roquero, como en "Mr. Jones", "Rasguña las piedras", y "Bienvenidos al tren", pero también conservó el atractivo de las baladas como "Aprendizaje" y "Un hada, un cisne".
El título del álbum lleva el nombre de la «canción del mismo título», un tema intimista que Charly le pidió a Nito ejecutarla solo, y que refleja los miedos y los sacrificios que implicaba lanzarse a la vida de artista, contra la opinión de su familia:

Me echó de su cuarto, gritándome
"No tienes profesión"
Tuve que enfrentarme a mi condición
En invierno no hay sol.

Y aunque digan que va a ser muy fácil
Es muy duro poder mejorar
Hace frío y me falta un abrigo
Y me pesa el hambre de esperar.
Confesiones de invierno

Al igual que en Vida, nuevamente el álbum está compuesto por canciones que pasaron casi en su totalidad al cancionero popular. En primer lugar «Rasguña las piedras», un desgarrador canto de libertad que la revista Rolling Stone y la cadena MTV, consideraron como la tercera mejor canción del rock argentino. La acompañan otros temas clásicos del cancionero de Charly García, como «Cuando ya me empiece a quedar solo», «Bienvenidos al tren», «Lunes otra vez», «Aprendizaje» y «Tribulaciones, lamentos y ocaso de un tonto rey imaginario, o no».
El disco tuvo una venta excepcional y ratificó que la masividad explosiva de Sui Generis del último año, no se debía a un malentendido, ni a un hit ocasional. El éxito del álbum desvaneció los miedos y las inseguridades de Charly, sobre la posibilidad real de vivir de la música, volcadas en la canción que dio el título del álbum.

Con Vida vendimos una cantidad de discos bastante inusual para lo que era el rock [de Argentina]. Entonces se dio como un fenómeno de apertura. Y nosotros teníamos que capitalizar eso. Así fue que compuse una serie de canciones que después trabajamos con Nito, buscando que Confesiones... tuviera otra tónica. Que fuera más personal. Queríamos dar algo más que la música y la letra. Buscamos experimentar. Yo quería tocar con una orquesta, y lograr parecido a lo que hace Elton John, ese sonido denso. En cuanto a la temática, es posible que haya significado la toma de una posición política. Pero lo que pasa es que en el primer álbum yo no tenía ningún tipo de conciencia política. Desde ese punto de vista, Vida es más fresco, pero tiene barandas ideológicas. Es válido porque refleja la adolescencia de un tipo. Creo que en ese sentido muestra fielmente el momento por el que yo atravesaba. Y Confesiones... es más maduro políticamente.
Charly García.

### Pequeñas anécdotas sobre las instituciones(1974)
El 1 de julio de 1974 murió el presidente Juan D. Perón y el país entró en una espiral de violencia política. La Alianza Anticomunista Argentina (Triple A), financiada por la CIA y la logia italiana Propaganda Due y conducida por el ministro José López Rega, conocido como «el brujo» (Charly aludirá a él en «Canción de Alicia en el país») lanzó una campaña de persecución y exterminio de militantes, artistas e intelectuales señalados como «zurdos». Pero Charly, influenciado por Yorio, Álvarez y sobre todo por el escritor David Viñas, se había comprometido políticamente con las ideas del Partido Comunista Revolucionario, un desprendimiento del Partido Comunista que había adoptado una posición maoísta, que se notaría en sus temas.
Justo antes de finalizar el año, el 16 de diciembre de 1974, Sui Generis lanzó su tercer álbum, Pequeñas anécdotas sobre las instituciones. La banda había dejado de ser un dúo y volvía a ser un cuarteto, integrado ahora también por Rinaldo Rafanelli en bajo y guitarras y Juan Rodríguez en batería. 
El disco sorprendió a la crítica y a los fans, con un estilo de rock sinfónico, incluyendo instrumentos electrónicos novedosos para la época y una marcada temática de crítica política, sobre las «instituciones» básicas de la sociedad: la familia, los militares, la represión policial, la censura, los asesinatos políticos. García ha precisado que las instituciones «eran el Poder, los militares, bah, que se habían apropiado de las instituciones». Se destacan canciones como «Instituciones», «El tuerto y los ciegos», «Para quien canto yo entonces» y «Las increíbles aventuras del Sr. Tijeras».

"Oye hijo las cosas están de este modo,
una radio en mi cuarto me lo dice todo".
¡No preguntes más!
"Tenés sábados, hembras y televisores,
tenés días para amar aún sin los pantalones."
¡No preguntes más!
«Instituciones»

El proyecto original del álbum tenía una frontalidad política que fue moderada a instancias de Jorge Álvarez (director del sello Talent), por seguridad, para evitar que Sui Generis entrara en la lista de amenazas de muerte de la Triple A. Dos temas fueron excluidos, «Botas locas» y «Juan Represión» y reemplazados por «Tango en segunda» y «El tuerto y los ciegos». Veinte años después, cuando el álbum fue reeditado por Microfón en formato digital, se incluyeron, como bonus tracks los dos temas eliminados en 1974.
Musicalmente, el álbum mostraba un cambio estilístico de fondo, más complejo, conceptual y orientado al rock sinfónico. De algún modo «Instituciones» significaba volver al estilo original de Sui Generis, antes del dúo, cuando seguía el modelo de Vanilla Fudge. Contaba además con los coros de María Rosa Yorio, y aportes de músicos invitados como Alejandro Correa (bajo), Carlos Cutaia (órgano Hammond), León Gieco (armónica), David Lebón, Oscar Moro (batería), Jorge Pinchevsky (violín) y Billy Bond (coros). Por su lado, Charly empezó a interpretar teclados complejos, recién adquiridos Yamaha Strings, piano Rhodes, mini Moog, clavinet Hohner, mellotron, ARP strings y ensamble de cuerdas.

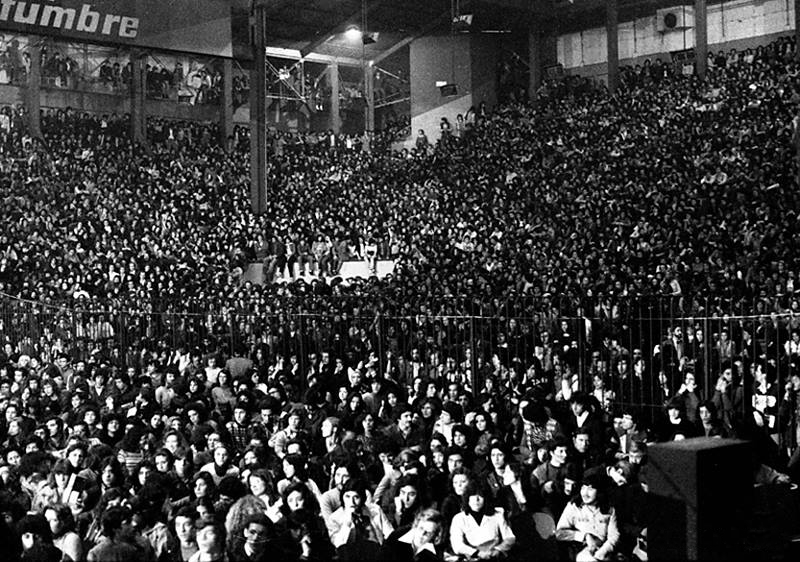
El público del histórico concierto Adiós Sui Géneris en el Luna Park.

El disco fue muy elogiado aunque no vendió como se esperaba. Al público y a los productores, le costaba entender la evolución musical de Charly y les exigía volver al estilo acústico y sencillo de los dos primeros álbumes. Por otra parte tanto García como Mestre y el resto de la banda, habían comenzado a consumir ácido lisérgico.

#### La cuestión de la llamada "censura"
En la historiografía del rock argentino es un lugar común hablar de la "censura" que sufrió el álbum "Pequeñas anécdotas sobre las instituciones", a veces refiriéndola a alguna repartición estatal. Dicha censura no sucedió como tal. Lo que sucedió es que Argentina había entrado, luego de la muerte del presidente Juan D. Perón el 1 de julio de 1974, en una espiral de violencia política. Ya bajo la presidencia de María Estela Martínez de Perón, el poder real quedó en manos de José López Rega, quien a su vez dio vía libre para que actuara la organización terrorista parapolicial que él dirigía, la , conocida como "Triple A", financiada por la CIA y la logia italiana Propaganda Due, que lanzó una campaña de persecución y exterminio de militantes, artistas e intelectuales señalados como «zurdos». Desde ese momento los asesinatos fueron incesantes y crecientes. Según una lista realizada por Desaparecidos.org, sobre 644 asesinatos que la Triple A se atribuyó, en agosto de 1974 fueron asesinadas nueve personas y en septiembre quince, entre ellas al general chileno Carlos Prats opositor a Pinochet y su esposa, indicando así que ya para ese momento había comenzado a funcionar la Operación Cóndor, que coordinaba las operaciones terroristas con Estados Unidos y los demás países sudamericanos. En noviembre los asesinatos treparon a diecinueve personas. La escalada siguió: 43 asesinatos en marzo de 1975, 50 asesinatos en octubre y 109 asesinatos en diciembre de 1975. Si en los doce meses anteriores a la muerte de Perón, la Triple A había matado a 30 personas, en los dieciocho meses de la presidencia de Isabel Perón, el terrorismo de Estado asesinó a un mínimo de 614 personas y un máximo de 1500. A ellas deben sumarse miles de personas torturadas u obligadas al exilio (entre ellas gran cantidad de artistas e intelectuales, como Luis Brandoni, Nacha Guevara, Norman Briski, Héctor Alterio, Horacio Guarany, entre muchas). En su momento, ninguno de los crímenes de la Triple A fue investigado, ni sus autores identificados y castigados.
En ese momento, Charly García, influenciado por su pareja María Rosa Yorio, el productor Jorge Álvarez y sobre todo por el escritor David Viñas, se había comprometido políticamente con las ideas del Partido Comunista Revolucionario, un desprendimiento del Partido Comunista que había adoptado una posición maoísta, que se notaría en sus temas, y en particular en los temas del nuevo álbum que la banda estaba preparando en 1974: Pequeñas anécdotas sobre las instituciones. Pocos años después, ya en plena dictadura, Charly García aludirá al terrorismo de Estado y en particular a López Rega, conocido como "el brujo", al componer  «Canción de Alicia en el país» ("Enciende los candiles que los brujos piensan en volver a nublarnos el camino"). 
Lo que se ha denominado la "censura" del álbum Pequeñas anécdotas sobre las instituciones, fue en realidad una serie de indicaciones que Jorge Álvarez le hizo a Charly García para que, por razones de seguridad de los artistas y la editorial, "bajara el tono de protesta política" de algunas letras y reemplazara en el disco dos temas especialmente irritantes para las fuerzas represivas: "Botas Locas", contra el servicio militar obligatorio y el Ejército ("Yo formé parte de un ejército loco.. [pero] para ellos el loco era yo"), y "Juan Represión". Las letras modificadas fueron las de "Instituciones", "Las increíbles aventuras del señor Tijeras", "Música de fondo para cualquier fiesta animada" y "Para quién canto yo entonces". Los dos temas excluidos fueron reemplazados por "Tango en segunda" y "El tuerto y los ciegos". Charly García ha dejado en claro que en ningún momento le dijeron que tenía que cambiar las letras o quitar los temas. 
En un reportaje, se le preguntó a García sobre la supuesta censura a manos de Álvarez, que habría sufrido en ese momento:

–¿Cómo te cayó la censura de Álvarez?
– (Charly García) Yo no soy tonto. Sabía que poner el Manifiesto Comunista en el medio de la represión era una locura, pero me gustaba la idea del shock. Me imaginaba cerrar el disco con un coro tipo (canta “Another Brick in the Wall”, de Pink Floyd): “Hey, teacher, leave the kids alone”, pero cantando “Proletarios del mundo, uníos…”. Y, no sé, vos fijate que Álvarez era un editor de libros de izquierda. Era un tipo que sabía cómo venía la mano, sabía sobre el manejo de la palabra, y me preguntó si se podía decir eso mismo siendo más sutil.
–Entonces no fue censura...
– (Charly García) Nunca vino nadie a decirme nada. Ojo al piojo. Jorge Álvarez no era el poder. A mí me divertía ver hasta dónde daba el quía, hasta dónde se bancaba la realidad, hasta dónde cometíamos juntos un delito. Eramos cómplices del crimen. “Botas locas”, “Juan Represión”: si hubieran estado esos temas, no sé... Salió un disco mejor. “Tango en segunda” es mejor que los temas que quedaron afuera... Siempre que tuve problemas fue por tenencia o no tenencia, cosas que tenían que ver con las drogas, más que con la censura. A mí nunca me dijo nadie nada. Yo, a su vez, usaba ese alvarecismo de ver hasta dónde daba el asunto. Había visto los mecanismos que usaban para la censura con Miguel Cantilo o con León (Gieco); ellos tenían problemas en serio, como Miguel con “La marcha de la bronca”. Yo era más un pendejo hippie al que le gustaban las pendejas. Pero molestar, nos molestaban. En los recitales se llevaban mucha gente presa, siempre había quilombos... Realmente nunca fui de la mano “A desalambrar”; hacer eso para ganarse el público siempre me pareció de última. Yo quería hacer discos y quería decir cosas. Quería rockear y tocar para la gente, y si te censuraban, fuiste.

En sus recitales, Sui Generis incluía también los temas excluidos del álbum, y en algunos casos cantaba las canciones con sus letras originales. En 1975, realizaron un recital en Uruguay donde gobernaba una dictadura cívico-militar, incluyendo el tema "Botas locas". Todos los músicos de la banda fueron detenidos por los servicios secretos e interrogados, siendo luego liberados.
Un reportaje de la revista Pelo se refirió a los temas reemplazados mencionando el impacto que ello tuvo sobre el significado global del álbum: "Quizás haya algunas canciones ausentes (a nivel letras), pero las que están le dan aún más validez a las que no pudieron revistar". En años posteriores García y Mestre se ocuparon muchas veces de aclarar que Pequeñas anécdotas sobre las instituciones perdió una parte del sentido conceptual con que fue concebido, pero a la vez ganó en calidad musical y poética.

"El show de los muertos", puesto después de "Tango en segunda", perdió buena parte de su sentido, porque en realidad antes tenía que estar "Juan Represión", el que tuvimos que dejar afuera. El relator en "El show de los muertos" es Juan, el de "Juan Represión". Es el tipo que dice: 'Tengo todos los muertos aquí, quién quiere que se los muestre?'.
Nito Mestre.

### Adiós Sui Generis

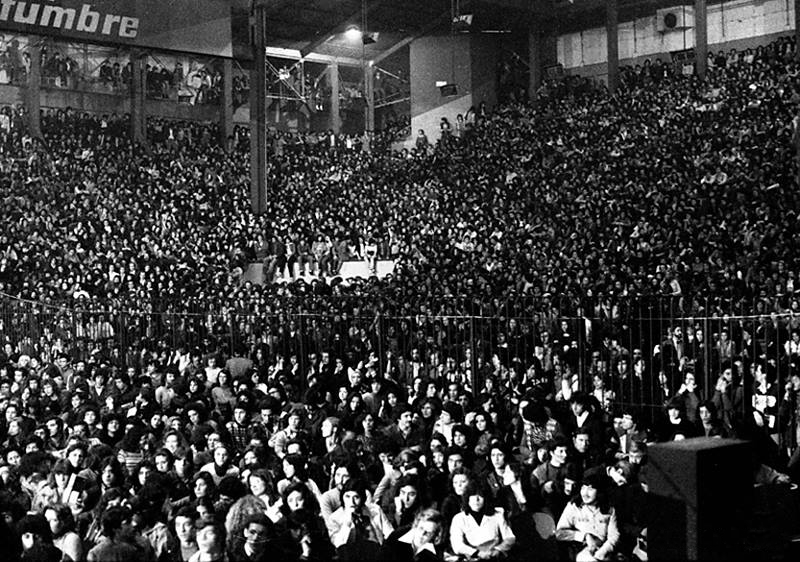
El público del histórico concierto Adiós Sui Géneris en el Luna Park, 1975.

El estrés generado por las frecuentes giras por el interior, sumado a la complicada situación sociopolítica que se vivía en Argentina y los problemas de censura que afectaron al álbum Pequeñas anécdotas sobre las instituciones, fueron algunas de las causas que llevaron a la disolución del dúo en 1975. Para este álbum, Sui Generis se transforma en un cuarteto eléctrico, ya que se suman Rinaldo Rafanelli y Juan Rodríguez, en el bajo y la batería, respectivamente. Este profundo cambio -impulsado por García- desconcertó al público y frenó un poco el éxito comercial del grupo.
Su cuarta entrega, un álbum enteramente instrumental (razón por la cual Mestre perdió interés) que se iba a titular Há sido, se encontraba en plena producción, pero nunca llegó a grabarse. El nombre elegido (pero con tilde en la "a"), es un evidente guiño al ácido lisérgico (LSD). Solo quedaron algunas bases grabadas que luego se perdieron. Sin embargo, algunas de sus canciones ("Bubulina" y "Eiti Leda"), fueron incluidas en posteriores álbumes en vivo.

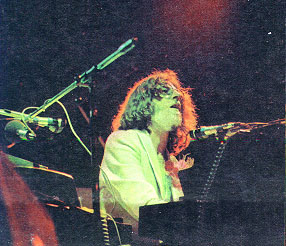
Charly García durante los recitales de Adiós Sui Generis.

En este contexto, el 5 de septiembre de 1975, Sui Generis cerró su carrera con un concierto en el estadio Luna Park, con capacidad para 9290 personas. Sin embargo, las entradas se agotaron rápidamente y se tuvo que programar una segunda función. Finalmente se vendieron 25 600 entradas en total, una cifra que sorprendió hasta al mismo grupo. El último gran concierto de Sui Generis había conseguido una repercusión inédita para un grupo de rock nacional: en abril, para la segunda presentación oficial de Pequeñas anécdotas sobre las instituciones, había llenado el Teatro Gran Rex de 3300 localidades y en horario de trasnoche (poco antes lo había hecho en el Teatro Coliseo, también con sala completa).
En ese concierto se grabó el material incluido en los álbumes Adiós Sui Géneris, parte I & parte II. Diecinueve años más tarde, en 1994, se publicó Adiós Sui Géneris volumen III, con temas descartados en la edición original. Los conciertos fueron registrados con cuatro cámaras de 16 mm, es considerado un acontecimiento muy importante para el rock latinoamericano.
Para aquella gran velada, Charly García vistió un smoking blanco con una orquídea en el ojal, una galera y zapatillas también blancas. Nito Mestre eligió algo más despreocupado: una camisola de bambula naranja y jeans gastados. Juan Rodríguez se puso una vieja remera roja y Rinaldo Rafanelli lució una remera blanca y un chaleco. El orden de las canciones que después tuvieron los discos y la película no es el mismo que Sui Generis presentó en el estadio. En rigor, ninguno de los protagonistas y los allegados a la banda recuerda cuál fue la sucesión de los temas aquel día. El pasaje no-musical más famoso del Adiós se vivió poco antes de la última canción del primer show. Fue cuando, tal como se había convenido entre los músicos y los organizadores, García se dirigió a la multitud y dijo:

Ustedes saben..., ustedes saben que hay muchos chicos afuera que están hace mucho tiempo esperando entrar. O sea que, les pido... les pido por favor que... O sea, nosotros vamos a tocar un tema más (ovación). Pero después de eso... después de eso les pido que... que ¡se vayan! (sonrisa nerviosa). O sea, los amamos muchísimo a todos, pero ustedes saben lo que pasa. Bueno, yo me despido ahora: chau, chau, chau, loco, chau...[cita requerida]

A lo largo de cinco horas, en dos funciones, el grupo recorrió una selección de temas de sus tres álbumes y del inédito, Há sido.
Después del Luna Park, Sui Generis salió de gira por el interior argentino para hacer otras despedidas, que no fueron registradas, salvo una grabación amateur del recital en Rosario. Las últimas tres actuaciones de Sui Generis fueron el viernes 20 de septiembre de 1975 en la confitería Géminis de Comodoro Rivadavia, el sábado 21 en el Baile de Primavera del Centro catamarqueño de esa misma ciudad, y el domingo 22 en el salón del Club Estrella Norte de Caleta Olivia.

### La película
Las cámaras de Bebe Kamín, un asistente del equipo de filmación de Leopoldo Torre Nilsson, registraron cada momento de la actuación, y se editó la película (con el mismo nombre que los álbumes en vivo). Pero el film encontró algunos tropiezos para su exhibición. Al final fue autorizado por la censura pero con la calificación prohibida para menores de 18 años. Las personas que un año antes habían sido protagonistas del recital no pudieron ingresar en la sala cinematográfica para presenciar ese documento.
Con evidentes problemas de sonido y escasísima iluminación en varios tramos, Adiós Sui Generis registró solo una docena de temas: "Instituciones", "Bubulina" (un inédito hasta entonces, luego registrado por La Máquina de Hacer Pájaros en su álbum debut), "Confesiones de invierno", "Nena" (hasta ese momento inédito, luego grabado como "Eiti Leda" por Serú Girán en su primer álbum), "Canción para mi muerte", "Aprendizaje", "Mr. Jones" (ilustrado con un sketch a manera de primitivo videoclip), "Un hada, un cisne", "Rasguña las piedras" para el final del show y "El blues del levante" (otro inédito hasta ese momento) como único bis.

## Proyectos posteriores
En 1976, Charly y Nito participaron en la grabación de un LP junto a León Gieco, Raúl Porchetto y María Rosa Yorio. El título del álbum, Porsuigieco, surgió de la unión de los respectivos nombres de los artistas: Porchetto, Sui Generis y León Gieco.
A partir de la separación, Charly y Nito iniciaron sendas carreras solistas, manteniendo, sin embargo, una estrecha relación que se plasmó posteriormente en numerosas composiciones musicales. Charly García fundó La Máquina de Hacer Pájaros en 1976 y  Seru Giran posteriormente tuvo una destacada carrera solista mientras Nito Mestre hizo lo propio con Los Desconocidos de Siempre y su posterior carrera.

### Reuniones

#### Reunión de 1981
En diciembre de 1981, Uruguay fue testigo de la reunión de Sui Generis. En ese entonces, aprovecharon la ocasión para presentar el material nuevo de Charly y Nito con sus respectivos conjuntos. En Montevideo, ante 16.000 personas, Nito y su banda arrancaron con "Fusia", la bella melodía de PorSuiGieco, y "Toma dos blues". A continuación entró Charly y juntos interpretaron "Confesiones de invierno", "Mariel y el Capitán", "Natalio Ruiz", "Para quién canto yo, entonces", "El tuerto y los ciegos" y "Fabricante de mentiras". Más adelante, el resto de Serú reemplazó a la banda de Mestre, para hacer, entre otras, "No llores por mí, Argentina". Para finalizar, volvió Nito con su gente y todos rememoraron "Eiti-Leda" y "Rasguña las piedras". Había un proyecto de repetir estos shows en Santiago de Chile, que se suspendió.

#### Canta Sui Generis
En 1993, Nito publicó Canta Sui Generis, una recopilación que contenía los éxitos más importantes del dúo, pero con sonido de los años 1990. Con la producción de Daniel Grinbank, el álbum tuvo bastante aceptación del público. García, que siempre había negado la posibilidad de reunirse con Nito para tocar juntos, reaccionó con indiferencia, aunque solo recién de una charla entre ambos se recompuso la relación.

Con Nito y el disco de Sui está todo bien. Pero me hubiera gustado que me avisara antes y no cuando el proyecto estaba terminado.
Charly García (Clarín, 24/08/93).

### Sinfonías para adolescentesy el breve regreso
Varios factores determinaron el regreso del dúo entre los años 2000 y 2001. Según declaraciones, Charly escribió "El día que apagaron la luz" al estilo Sui Generis, pensando en una posible reunión. También un accidente automovilístico que sufrió Nito Mestre contribuyó al acercamiento de ambos. Durante su convalecencia, Charly visitó asiduamente a su amigo, quien se encontraba viviendo situaciones complicadas.
En la grabación del álbum Sinfonías para adolescentes, prevalecieron el gusto y el criterio musical de Charly, incluyendo versiones de su preferencia y el acompañamiento de su propia banda. El álbum incluye canciones inéditas de la primera época de Sui Generis como "Cuando te vayas", "Espejos", "Monoblock", "Afuera de la ciudad" y "Juan Represión".
El 7 de diciembre, Sui Generis volvió a presentarse en vivo con un show multitudinario en el Estadio Alberto J. Armando donde se tocaron más de 40 canciones. Participaron como invitados Gustavo Cerati, Fito Páez, León Gieco, Mercedes Sosa y Pedro Aznar.
Después del concierto en el estadio de Boca Juniors, la gira continuó por Uruguay, Montevideo y Santiago de Chile, también realizaron una gira por los Estados Unidos. En enero de 2001, el dúo regresó a Buenos Aires, presentando un show gratuito en Parque Sarmiento ante 150.000 personas. A continuación viajaron a Chile y cerraron su gira en Perú. Los recitales de Boca y Parque Sarmiento quedaron registrados en el álbum en vivo Si - Detrás de las paredes.
Luego de las reuniones de Sui Generis en el 2000 a 2001, en la cuenta de YouTube de Nito Mestre figura un video de Nito en casa de Charly regalándole una guitarra Gibson SG (la favorita de Charly, según el video). Además, en el MySpace de Nito figuraba un cartel que decía que Sui Generis volvería en septiembre para una serie de conciertos.

## Legado
El 5 de febrero de 2013, se inauguraron las estatuas de Charly García y Nito Mestre hechas en bronce y en tamaño real en la ciudad de Mar del Plata, frente al ex teatro "La Comedia" ubicado en la calle Rivadavia, donde debutaron por primera vez en 1971.
Dada la ocasión, se presentaron a tocar Charly y Nito frente a cientos de personas en un escenario armado en plena calle Rivadavia. Los temas que tocaron fueron "Aprendizaje" y "Canción para mi muerte". Charly García dijo:

Podía imaginarme muchas cosas, pero nunca que me iban a hacer una estatua por repartir volantes, tocar rock and roll y fumar porro.

García también le agradeció a la ciudad de Mar del Plata: "Fue el escenario y la protagonista de una película en la que otra vez ganaron los buenos."

## Miembros
- Charly García – voz, piano, teclados, guitarra (1967-1975) (1981) (2000-2001)
- Nito Mestre – voz, guitarra, flauta (1967-1975) (1981) (2000-2001)

### Miembros anteriores
- Juan Bellia – guitarra eléctrica (1967-1971)
- Carlos Piegari - guitarra, coros (1967-1971)
- Rolando Fortich - bajo eléctrico (1967-1971)
- Alberto "Beto" Rodríguez - batería (1967-1971)
- Alejandro Correa – bajo eléctrico (1972-1973)
- Francisco "Paco" Prati - batería (1972-1974)
- Rinaldo Rafanelli - bajo, guitarra (1973-1974)
- María Gabriela Epumer - guitarra eléctrica, coros (2000-2001)
- Mario Serra - batería (2000-2001)
- Diego Dubarry - teclados, batería electrónica (2000-2001)
- Mariela Chintalo - saxo, coros (2000-2001)
- Érika Di Salvo - violín (2000-2001)
- Ulises Di Salvo - violonchelo (2000-2001)
- Gabriel Said - percusión (2000-2001)

## Formaciones
| Primera etapa (1967-1971)                           | - Charly García – voz, piano, teclados, guitarra - Nito Mestre – voz, guitarra, flauta - Juan Bellia – guitarra eléctrica - Carlos Piegari - guitarra, coros - Alejandro Correa – bajo eléctrico, reemplazado por Rolando Fortich - bajo eléctrico - Alberto "Beto" Rodríguez - batería, reemplazado por Francisco "Paco" Prati                                              |
| 1972-1973                                           | - Charly García – voz, piano, - Nito Mestre voz, guitarra, flauta - Francisco "Paco" Prati - batería - Alejandro Correa - bajo eléctrico |
| 1974 ("Pequeñas anécdotas sobre las instituciones") | - Charly García – voz, piano, Fender Rhodes, Mini Moog, ARP Strings, Clavinet - Nito Mestre – voz, guitarra, flauta - Rinaldo Rafanelli - bajo, guitarra - Juan Rodríguez- batería |
| 2000-2001                                           | - Charly García - voz, pianos, sintetizadores, guitarra acústica, guitarras eléctricas, bajos - Nito Mestre - voz, flautas - María Gabriela Epumer - guitarra eléctrica, coros - Mario Serra - batería - Diego Dubarry - teclados, batería electrónica - Mariela Chintalo - saxo, coros - Érika Di Salvo - violín - Ulises Di Salvo - violonchelo - Gabriel Said - percusión |

## Discografía
| Año  | Álbum                                      | Discográfica                              |
| ---- | ------------------------------------------ | ----------------------------------------- |
| 1972 | Vida                                       | Talent Microfón, Sony Music (reediciones) |
| 1973 | Confesiones de invierno                    | Talent Microfón, Sony Music (reediciones) |
| 1974 | Pequeñas anécdotas sobre las instituciones | Talent Microfón, Sony Music (reediciones) |
| 2000 | Sinfonías para adolescentes                | Universal Music                           |